# Pardosa brevivulva
Pardosa brevivulva este o specie de păianjeni din genul Pardosa, familia Lycosidae, descrisă de Tanaka, 1975. Conform Catalogue of Life specia Pardosa brevivulva nu are subspecii cunoscute.